# Боск Роже си Биши
Боск Роже си Биши (фр. Bosc-Roger-sur-Buchy) насеље је и општина у северној Француској у региону Горња Нормандија, у департману Приморска Сена која припада префектури Руан.
По подацима из 2011. године у општини је живело 736 становника, а густина насељености је износила 51,94 становника/km². Општина се простире на површини од 14,17 km². Налази се на средњој надморској висини од 204 метара (максималној 231 m, а минималној 139 m).

## Демографија
| 1962. | 1968. | 1975. | 1982. | 1990. | 1999. | 2011. |
| ----- | ----- | ----- | ----- | ----- | ----- | ----- |
| 416   | 445   | 488   | 556   | 610   | 650   | 736   |

График промене броја становника у току последњих година